# 袁亚非
袁亚非（1964年12月—），江苏丰县人，中国企业家，三胞集团有限公司创始人、董事长。

## 生平
1964年12月出生在重庆沙坪坝，1987年南京金陵职业大学(原金陵职业大学)毕业。1988年起任职于南京市雨花台区政府，1993年从政府辞职下海创业。在20年的创业历程中，以多元化投资、专业化管理的理念带领三胞集团稳健发展，成功实现多元产业布局。以打造“具有中国特色、可持续发展的世界级企业组织”为愿景，致力于建设中国传统儒家思想与西方现代管理方法相结合的管理哲学。创立“WDM”营销模式和“市场创新与科技创新并重”等理论实践，被业界誉为中国商业零售领域的管理专家和实业强人。
袁亚非2012年提出“百城千县”战略构想，开启三胞集团新的跨越式发展的序幕。2018年1月，当选第十三届全国政协委员。